# Ключ Жизни
Ключ Жи́зни — посёлок в Елецком районе Липецкой области. Административный центр Нижневоргольского сельского поселения.

## География
Расположен у западной границы города Ельца на железнодорожной линии «Елец — Орел» (ост. п. 188 км — напротив Пажени). Стоит на берегах реке Полсень (Пажень). На востоке к Ключу Жизни примыкает посёлок Газопровод.

## История
Возник в 1920-х годах как посёлок совхоза «Ключ жизни» (название символизирует новые возможности с приходом советской власти). Имел также другое название — Зауса́йловка. В 2000 году стал центром Нижневоргольского сельского поселения.
В 2019 г. посёлок совхоза «Ключ Жизни» переименован в посёлок Ключ Жизни.
В Ключе Жизни есть парк, который считается дендрологическим памятником природы. Кроме того, в поселке расположены центральная районная больница и поликлиника.

## Население
| 2008 | 2010  |
| ---- | ----- |
| 1198 | ↗1382 |